# Носівські вісті
«Носівські вісті» — громадсько-політична газета Носівського району Чернігівської області.
Співзасновниками газети є районна державна адміністрація, районна рада, трудовий колектив редакції.
Газета виходить щотижня у суботу.
В 1990 роках тираж становив близько 11 000 примірників, наразі — 4500-5000.

## Історія
Перший номер газети «Червона Носівщина» вийшов 3 січня 1932 року. Протягом своєї історії газета носила також назви «Сталінський прапор», «Прапор», «Прапор комунізму», «Носівські вісті».
В попередні роки газетою керували О. Я. Малик, І. Д. Фещенко, С. Я. Багнюк, Г. М. Будник, Г. І. Гармаш, В. Ф. Завадинський, М. М. Джуман, В. І. Шевель, І. Ф. Маляр, Г. Арбузова. 18 років головним редактором був Леонід Борисович Серебряков — гуморист і організатор газетної справи, який пройшов Велику Вітчизняну нелегкими партизанськими дорогами.
В різний час у газеті працювали журналісти Максим Щепенко, Петро Харкевич, Анатолій Ткаченко, Олексій Журибіда, Борис Примачок, Євген Вербило, Микола Ляшенко, Іван Коваль, Софія Серебрякова, В'ячеслав Булава, Михайло Магула, Віктор Криворучко, Олександр Безпалий, Надія Яковенко, Микола Харкевич, Володимир Ященко, Микола Кохан, Любов Павленко, Микола Єфіменко, Віктор Кононенко, Анатолій Шевченко, Ольга Малиновська, Микола Будлянський, Тетяна Мірошник, Тетяна Сидоренко, Валентин Зозуля, Віталій Кошель, Галина Боженко.
Протягом більше 30 років, до 2015 року, головним редактором газети був Олексій Нестеренко — заслужений журналіст України.

## Вміст
Рекомендації щодо висвітлення важливих питань державної політики, важливих нормативно-правових актів надають управління у справах преси та інформації обласної державної адміністрації, прес-служба облдержадміністрації та обласної ради, відповідальні працівники районної державної адміністрації та районної ради. На висвітлення діяльності районної ради, районної державної адміністрації відводиться не більше 20 відсотків газетної площі кожного номера.

## Фінансовий стан
Газеті для покриття редакційно-видавничих витрат, які зростають і загалом збиткові недостатньо наявного тиражу та публікованої реклами. На 2012 рік в рамках районної програми підтримки газети «Носівські вісті» на оплату поліграфічних послуг в районному бюджеті заплановано 115 тисяч гривень.

## Колектив
- Олексій Нестеренко — редактор газети, заслужений журналіст України (станом на квітень 2012 року впродовж понад 25 років)
- Катерина Гавриш — заступник редактора

Станом на квітень 2012 року в колективі журналістів Наталія Калюжна, Тамара Даніш, Наталія Коровай, Наталія Смага та Катерина Смичок.

## Відзнаки
- Неодноразові перемоги в республіканських і обласних творчих конкурсах,
- лауреатство на фестивалі журналістів регіональних ЗМІ «Золотий передзвін Придесення»,

## Адреса
17100, Чернігівська область, Носівський район, місто Носівка, вулиця Центральна, 19
Газета друкується в Ніжинській районній друкарні офсетним друком. Набір і верстка газети — в редакції, на комп'ютерному обладнанні.